# Instituto Altos Estudios Universitarios
El Instituto de Altos Estudios Universitarios (IAEU) es una institución educativa de estudios universitarios superiores con más de 20 años de historia que nace en Barcelona (España) con la voluntad de impulsar una oferta propia de enseñanza de postgrado no presencial.

## Actividades
El IAEU imparte enseñanzas universitarias de postgrado conjuntamente con las siguientes universidades oficiales españolas:
- Universidad Europea Miguel de Cervantes
- Universidad de Granada
- Universidad Internacional de Cataluña

Su amplia oferta académica se compone de estudios de especialización, postgrados y másteres en línea en campos como Derecho, Psicología y Neurociencias, Psicopedagogía y Ciencias de la Educación.
IAEU reúne a un equipo internacional y multidisciplinar, formado por profesores de universidad, investigadores y profesionales expertos en cada una de las áreas temáticas de los postgrados, por especialistas en formación no presencial y en tecnologías informáticas y multimedia.
La dimensión internacional del Instituto está asegurada por la participación docente de profesorado de Europa, Iberoamérica, Canadá y Estados Unidos. Todas las intervenciones del profesorado son inmediatamente traducidas al español.
Cuenta con una vasta red de alumnos y antiguos alumnos repartidos en todo el mundo. Su idioma oficial es el castellano, no obstante, su carácter internacional ofrece a los alumnos la posibilidad de participar en cualquiera de las siguientes lenguas: castellano, catalán, gallego, francés, inglés, italiano y portugués.

## Titulaciones

### Ciencias de la Educación
- Máster Universitario Oficial en Psicopedagogía

### Ciencias Jurídicas
- Máster Internacional en Derecho de la Infancia y Adolescencia
- Máster en Derecho Penal Internacional
- Máster en Derecho Penal Económico Internacional

### Psicología y Neurociencias
- Máster en Psicopatología y Neurociencias
- Experto Universitario en Neuropsicología y Demencias
- Experto Universitario en Neuropsicología

## Programa Libre de Postgrado Universitario
Todos los cursos forman parte del recorrido curricular de alguno de los Postgrados o Máster de los Programas AEU. Los estudios del Programa Libre de Postgrado Universitario están diseñados para realizarse íntegramente en línea, desde cualquier lugar del mundo, a través del Campus Virtual de la Universidad.
Los alumnos que aprueben alguno de los cursos del Programa Libre de Postgrado podrán solicitar la convalidación académica y económica de asignaturas equivalentes en Postgrados y Másteres. 

## IAEU en Abierto/ProfessorShip y «e-Textos» universitarios gratuitos
IAEU en Abierto/ProfessorShip es un proyecto sin fines de lucro, realizado bajo el liderazgo y la responsabilidad académica del IAEU. Todos los cursos están redactados por profesores de universidad y adaptados a la enseñanza no presencial por especialistas en e-learning.
Los cursos IAEU en Abierto/ProfessorShip son, por definición, Cursos En línea Masivos en Abierto. Esta última característica se refiere a que un alumno puede progresar en el curso de manera libre y sin restricciones de tiempo, planificando su itinerario de aprendizaje a su gusto y en función de sus necesidades.
Los cursos son totalmente GRATUITOS. Cualquier persona puede registrarse y matricularse en los cursos que desee de manera libre y gratuita.